# Peter Mark Roget

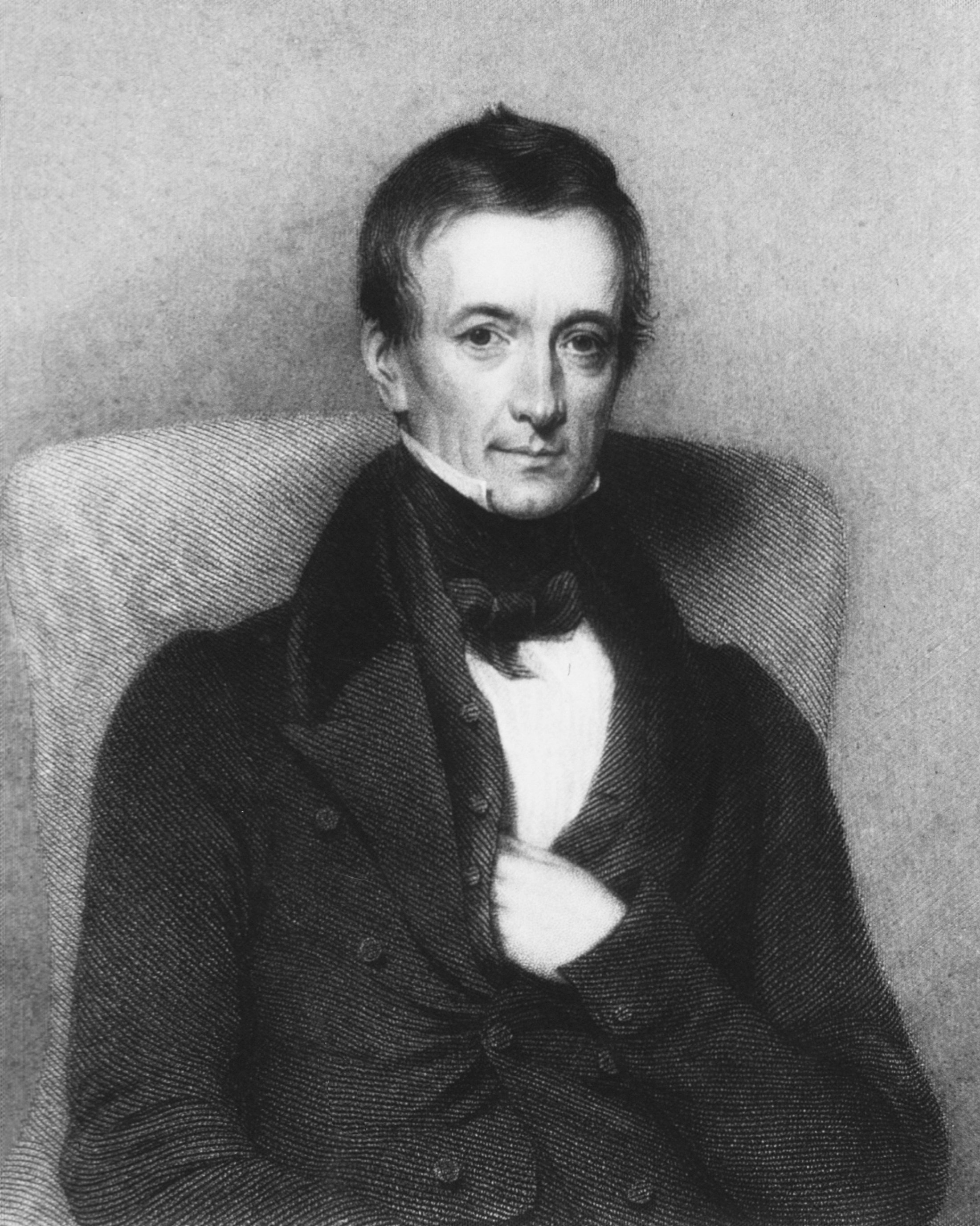
Peter Mark Roget, 1834

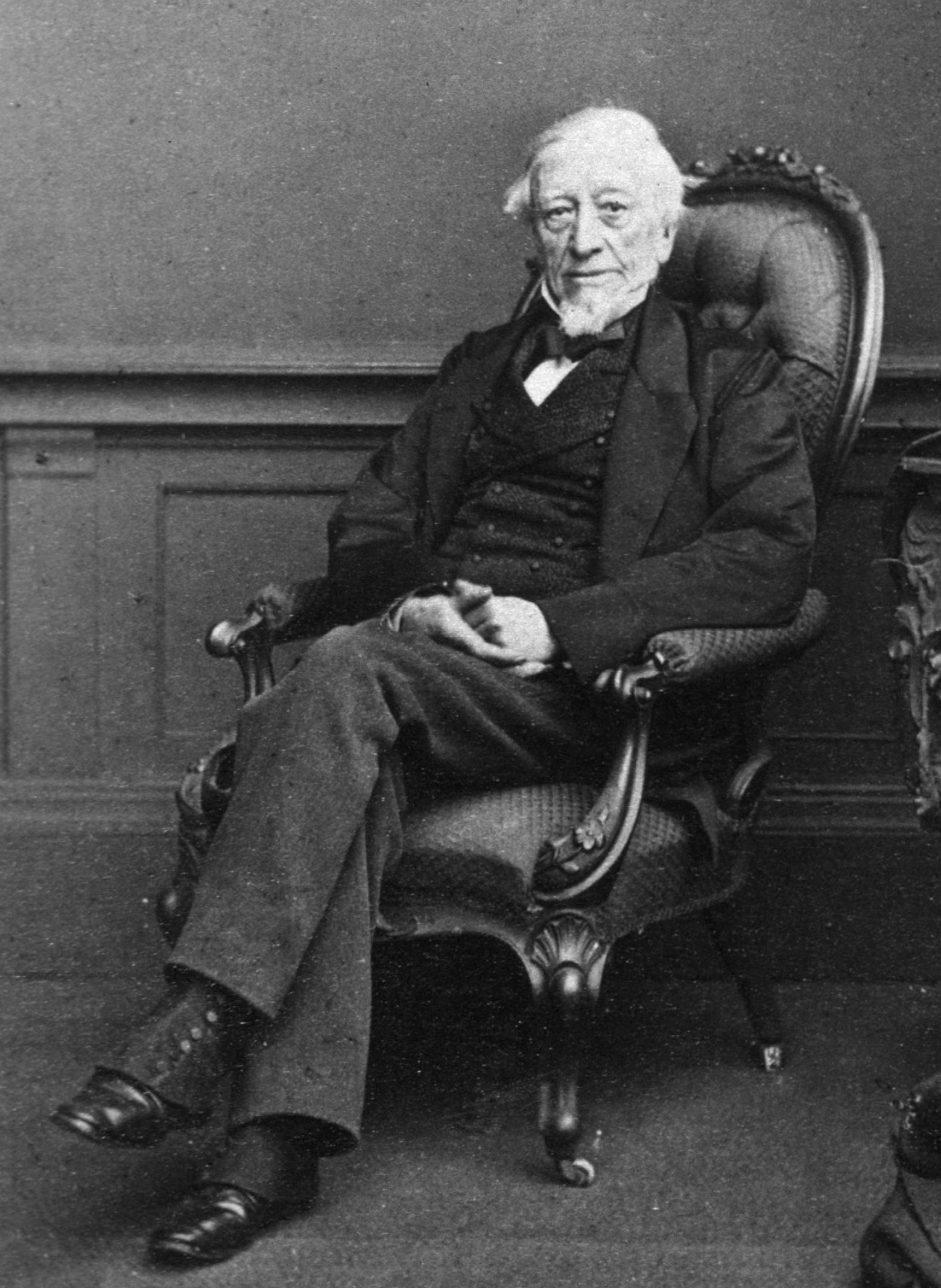
Peter Mark Roget, um 1865

Peter Mark Roget (* 18. Januar 1779 in London; † 12. September 1869 in West Malvern, Worcestershire) war ein englischer Arzt und Lexikograph.

## Leben und Wirken
Von 1834 bis 1837 war er Fuller-Professur für Physiologie an der Royal Institution.
1852 erschien sein Werk Thesaurus of English words and phrases das für die englische Sprache rasch Bedeutung erlangte. Die Erstauflage umfasste 15.000 Wörter. Der Wortschatz ist darin in sechs Klassen eingeteilt: Abstrakte Bezeichnungen, Raum, Materie, Intellekt, Wille und Gefühl.
Roget erfand 1815 den log-log Rechenschieber. Außerdem entwickelte er um das Jahr 1835 die nach ihm benannte Rogetsche Spirale, eine Form von Selbstunterbrecherkontakt.

## Ehrungen
Roget wurde am 16. März 1815 zum Mitglied („Fellow“) der Royal Society gewählt. Von 1827 bis 1848 war er denen Sekretär und 1849/1850 Vizepräsident.
Nach Roget sind in der Antarktis das Kap Roget im Viktorialand und die Roget Rocks, Felsklippen vor der Küste der Antarktischen Halbinsel, benannt.

## Schriften (Auswahl)
Bücher
- De chemicae affinitatis legibus. Edinburgh 1798 (Digitalisat) – Promotion.
- Electricity, Galvanism, Magnetism, and Electro-Magnetism. Robert Baldwin, London 1831 (Digitalisat).
- Animal and vegetable physiology considered with reference to natural theology. 2 Bände, William Pickering, London 1834 (Band 1, Band 2) – Bridgewater Treatise Nr. 5.
  - Die Erscheinungen und Gesetze des Lebens, oder populäre vergleichende Physiologie der Pflanzen- und Thierwelt (= Die Natur, ihre Wunder und Geheimnisse, oder die Bridgewater-Bücher Band 3 und 4). Paul Neff, Stuttgart 1836 (Band 1, Band 2) – übersetzt von Friedrich M. Duttenhofer.
  - 3. Auflage, William Pickering, London 1840 (Band 1, Band 2).
- Thesaurus of English words and phrases, classified and arranged so as to facilitate the expression of ideas and assist in literary composition. Longman, Brown, Green, and Longmans, London 1852.
  - 2. Auflage, Longman, Browne, Green and Longmans, London 1852 (Digitalisat).

Zeitschriftenbeiträge
- Description of a new instrument for performing mechanically the involution and evolution of numbers. In: Philosophical Transactions. Band 105, 1815, S. 9–28 (doi:10.1098/rstl.1815.0003, JSTOR:107355).
- Additional facts relative to the subject of the preceding paper. In: Medico-chirurgical Transactions. Band 7, Teil 1, 1816, S. 290–296 (Digitalisat) – Zusatz zu einem Artikel von Johann Abraham Albers.
- On the Kaleidoscope. In: Annals of philosophy, or, Magazine of chemistry, mineralogy, mechanics, natural history, agriculture, and the arts. Band 11, 1818, S. 375–378 (Digitalisat).
  - Über das Kaleidoskop. In: Annalen der Physik. Band 59, 1818, S. 362–368 (Digitalisat).
- Explanation of an optical deception in the appearance of the spokes of a wheel when seen through vertical apertures. In: Philosophical Transactions. Band 115, 1824, S. 131–140 (doi:10.1098/rstl.1825.0007, JSTOR:107736).
  - Erklärung eines optischen Betruges bei Betrachtung der Speichen eines Rades durch vertikale Oeffnungen. In: Annalen der Physik und Chemie. Band 5, Nr. 9, 1825, S. 93–104 (Digitalisat, doi:10.1002/andp.18250810906).
- Description of a method of moving the knight over every square of the chess-board, without going twice over any one; commencing at any given square, and ending at any other given square of a different colour. In: London and Edinburgh philosophical magazine and journal of science. 3. Folge, Band 16, Nr. 103, 1840, S. 305–309 (Digitalisat, doi:10.1080/14786444008650044).